# ترانه‌شناسی گیتی پاشایی
گیتی پاشایی تهرانی (زادهٔ ۲۳ خرداد ۱۳۱۹ – درگذشتهٔ ۱۷ اردیبهشت ۱۳۷۴) خواننده، آهنگساز و بازیگر ایرانی بود.

## آلبوم‌ها

### آرزوها
| نام ترانه       | ترانه‌سرا                    | آهنگساز        | تنظیم         |
| --------------- | --------------------------- | -------------- | ------------- |
| آرزوها          | مهدی اخوان ثالث             | گیتی پاشایی    | فریبرز لاچینی |
| آشپزخونه        | ایرج جنتی عطایی             | بابک بیات      | اریک          |
| بت عیار         | مولوی                       |                |               |
| ماهی            |                             |                |               |
| سفر             | تورج نگهبان                 | محمد حیدری     | محمد حیدری    |
| دور نرو         | اسماعیل نوری‌علا             | امیر آرام      | اریک          |
| ترسم از عشق     | احمدرضا احمدی               | گیتی پاشایی    | درک وارن      |
| در سلام من باشی | نصرت فرزانه (مسعود کیمیایی) | ژرژ موستاکی    |               |
| بیوه            | نصرت فرزانه                 | گیتی پاشایی    | درک وارن      |
| مولانا          | مولوی                       | گیتی پاشایی    | درک وارن      |
| خودخواهی        | جهانبخش پازوکی              | جهانبخش پازوکی | ناصر چشم‌آذر   |
| گستاخی          | شهیار قنبری                 | حسن شماعی‌زاده  | واروژان       |

### گل مریم
| نام ترانه                    | ترانه‌سرا        | آهنگساز        | تنظیم          |
| ---------------------------- | --------------- | -------------- | -------------- |
| دل بوالهوس                   | ایرج جنتی عطایی | بابک بیات      | بابک بیات      |
| گل مریم                      | کریم فکور       | یونانی         | کریم فکور      |
| آتیش عشقه که خاموش نمی‌شه     | تورج نگهبان     | پرویز اتابکی   |                |
| دل من گریه نکن               | سعید دبیری      | پرویز مقصدی    | پرویز مقصدی    |
| کتاب غم                      | هما میرافشار    | اسدالله ملک    | اسدالله ملک    |
| دیوار جدایی (مجنون دیرین)    | ایرج جنتی عطایی | پرویز مقصدی    | پرویز مقصدی    |
| دل تو رو می‌خواد              | رضا میرفخرایی   | صدرالدین مهوان | صدرالدین مهوان |
| تا وقتی که من بمیرم دل بمیره | کریم محمودی     | پرویز اتابکی   |                |
| تسبیح صد دونه                | کریم محمودی     | محمود قراملکی  | محمود قراملکی  |
| ریزه ریزه                    | عبدالله الفت    | سلیمان اکبری   |                |
| شادی با من قهره              | کریم محمودی     | پرویز مقصدی    | پرویز مقصدی    |
| به من نخند                   | سعید دبیری      | صدرالدین مهوان | صدرالدین مهوان |

### شب من

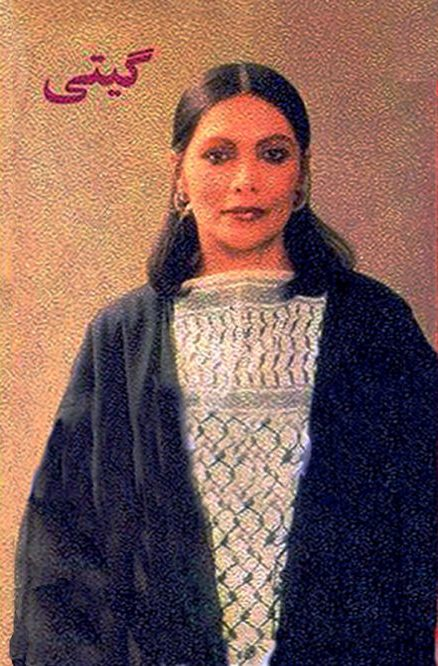
گیتی پاشایی روی جلد آلبوم

| نام ترانه    | ترانه‌سرا                    | آهنگساز           | تنظیم         |
| ------------ | --------------------------- | ----------------- | ------------- |
| تو صدا کن    | نعمت حقیقی (مانی)           | گیتی پاشایی       | ناصر چشم‌آذر   |
| اسب کهر      | مسعود کیمیایی (نصرت فرزانه) | گیتی پاشایی       | ناصر چشم‌آذر   |
| وعده‌گاه      | ایرج جنتی عطایی             | محمود قراملکی     | محمود قراملکی |
| وقت غروب     | منوچهری دامغانی             | گیتی پاشایی       | منوچهر چشم‌آذر |
| شب من        | سعید دبیری                  | فریدون خشنود      | محمد اوشال    |
| این باشه     | ایرج جنتی عطایی             | بابک بیات         | بابک بیات     |
| شکوه سبزه‌زار | ایرج جنتی عطایی             | سمفونی ۴۰ موتسارت | محمد اوشال    |
| گلبوسه       | ایرج جنتی عطایی             | محمود قراملکی     | محمود قراملکی |

### گیتی ۱ (پرسپولیس ۱۷)

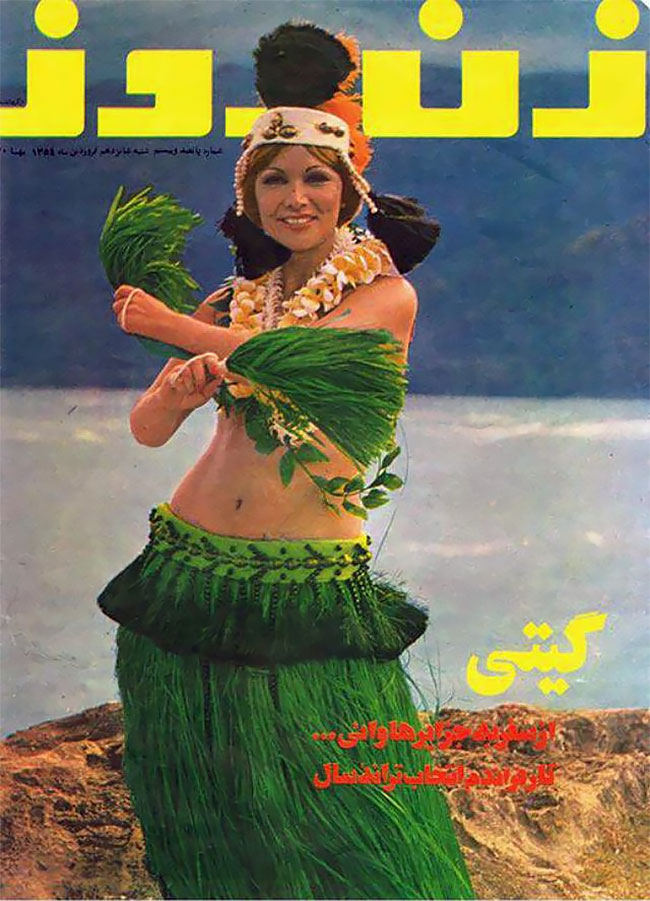
گیتی پاشایی

| نام ترانه                 | ترانه‌سرا        | آهنگساز        | تنظیم      |
| ------------------------- | --------------- | -------------- | ---------- |
| دل بوالهوس                | ایرج جنتی عطایی | بابک بیات      | بابک بیات  |
| تسبیح صددونه              | کریم محمودی     | قراملکی        | قراملکی    |
| کنیز                      | هوشنگ شهابی     | کیومرث سلیم‌پور |            |
| نازم کن                   | تورج نگهبان     | کیومرث سلیم‌پور |            |
| گستاخی                    | شهیار قنبری     | حسن شماعی‌زاده  | واروژان    |
| خدا اون روزو نیاره        | شهیار قنبری     | پرویز اتابکی   | محمد اوشال |
| می‌روم                     | مینا اسدی       |                |            |
| ای وای ای وای             | ایرج جنتی عطایی | بابک بیات      |            |
| حیفه حرف من و دل تموم بشه | علیرضا قوامی    | صدرالدین مهوان |            |
| یه دل دارم                | سعید دبیری      | جمشید زندی     |            |
| نمی‌خواد دروغ بگی          | اردلان سرفراز   | حسن شماعی‌زاده  |            |
| تا وقتی من بمیرم دل بمیره | کریم محمودی     | پرویز اتابکی   |            |
| کی می‌گه دنیا قشنگه        | ایرج جنتی عطایی | بابک بیات      | بابک بیات  |
| مگه منو خواب ببینی        | ایرج جنتی عطایی | بابک بیات      |            |

### گیتی ۲ (پرسپولیس ۱۹۲)
| نام ترانه                        | ترانه‌سرا       | آهنگساز                                        | تنظیم       |
| -------------------------------- | -------------- | ---------------------------------------------- | ----------- |
| در سلام من باشی                  | نصرت فرزانه    | Georges Moustaki                               |             |
| دور نرو                          | نصرت فرزانه    | امیر آرام                                      |             |
| مولانا                           | مولوی          | گیتی پاشایی                                    | درک وارن    |
| بیوه                             | نصرت فرزانه    |                                                |             |
| ترسم از عشق                      | احمدرضا احمدی  |                                                |             |
| گستاخی                           | شهیار قنبری    | حسن شماعی‌زاده                                  | واروژان     |
| خیال اشرافی                      | مسعود کیمیایی  | اسفندیار منفردزاده                             |             |
| شیوه باران                       |                | Claude Morgan                                  |             |
| اوج پرواز                        | مینا اسدی      | Roger Cook, Roger Greenaway and Geoff Stephens |             |
| عشق اول و آخر                    | مسعود هوشمند   | پرویز مقصدی                                    | پرویز مقصدی |
| تو همونی                         | محمدعلی بهمنی  | علیرضا خواجه‌نوری                               |             |
| بازم تو (توو چشمات حقیقت می‌بینم) | جهانبخش پازوکی | جهانبخش پازوکی                                 |             |
| خدا مهربونه                      | جهانبخش پازوکی | جهانبخش پازوکی                                 |             |
| آشتی‌پذیر                         | تورج نگهبان    | محمد حیدری                                     |             |
|                                  |                |                                                |             |

### غروبه
| نام ترانه                  | ترانه‌سرا        | آهنگساز          | تنظیم        |
| -------------------------- | --------------- | ---------------- | ------------ |
| خدا مهربونه                | جهانبخش پازوکی  | جهانبخش پازوکی   |              |
| تعبیر (داره می‌سوزه تنم)    | مسعود هوشمند    | پرویز مقصدی      | ناصر چشم‌آذر  |
| عشق اول و آخر (گل و موج)   | مسعود هوشمند    | پرویز مقصدی      | ناصر چشم آذر |
| بازم تو                    | جهانبخش پازوکی  | جهانبخش پازوکی   |              |
| آشتی‌پذیر                   | تورج نگهبان     | محمد حیدری       |              |
| غروبه                      | شهین حنانه      | کیومرث سلیم پور  |              |
| تلافی (چه بیهوده، چه ساده) | مسعود هوشمند    | پرویز مقصدی      | ناصر چشم آذر |
| تو همونی                   | محمدعلی بهمنی   | علیرضا خواجه‌نوری |              |
| کنیز                       | هوشنگ شهابی     | کیومرث سلیم‌پور   |              |
| دیروز امروز فردا           | عباس صفاری      | پرویز اتابکی     | محمد اوشال   |
| خدا اون روزو نیاره         | شهیار قنبری     | پرویز اتابکی     | محمد اوشال   |
| می‌روم                      | مینا اسدی       |                  |              |
| دل بوالهوس                 | ایرج جنتی عطایی | بابک بیات        | بابک بیات    |
| حیفه حرف من و دل تموم بشه  | علیرضا قوامی    | صدرالدین مهوان   |              |
| تا وقتی که بمیرم           | کریم محمودی     | پرویز اتابکی     |              |

### لی‌لی حوضک
| نام ترانه          | ترانه‌سرا        | آهنگساز            | تنظیم              |
| ------------------ | --------------- | ------------------ | ------------------ |
| مشروطه (لی‌لی حوضک) | عارف قزوینی     | اسفندیار منفردزاده | اسفندیار منفردزاده |
| تمنا               | کریم فکور       | یونانی             |                    |
| تدفین شاخهٔ جوان    | سپانلو          | رستا               | اریک               |
| شیرین‌دهان          |                 |                    |                    |
| پائیز              |                 |                    |                    |
| این باشه باشه      | ایرج جنتی عطایی | بابک بیات          |                    |
| دیگر هرگز          | کریم فکور       | کریم فکور          |                    |
| عاشقه              | سحبان           | علیرضا خواجه‌نوری   |                    |
| آتش‌افروز           | کریم فکور       | مجتبی میرزاده      |                    |
| شب من              | سعید دبیری      | فریدون خشنود       | محمد اوشال         |
| گریه               | فرهاد شیبانی    | اسفندیار منفردزاده | اسفندیار منفردزاده |
| عشق تازه           | بهمن پیک‌آبادی   | آذر فرخ‌دخت         | آندرانیک           |

### گیتی ۱ (استریو دایموند)
| نام ترانه                 | ترانه‌سرا        | آهنگساز        | تنظیم       |
| ------------------------- | --------------- | -------------- | ----------- |
| دیروز امروز فردا          | عباس صفاری      | پرویز اتابکی   | محمد اوشال  |
| یه دل دارم                | سعید دبیری      | جمشید زندی     |             |
| می‌روم                     | مینا اسدی       |                |             |
| دل بوالهوس                | ایرج جنتی عطایی | بابک بیات      | بابک بیات   |
| گل مریم                   | کریم فکور       | افغانی         | کریم فکور   |
| ریزه ریزه                 | الفت            | سلیمان اکبری   |             |
| شادی با من قهره           | کریم محمودی     | پرویز مقصدی    | پرویز مقصدی |
| شکوه سبزه‌زار              | ایرج جنتی عطایی | موزارت         | محمد اوشال  |
| مادر                      | هوشنگ شهابی     | هوشنگ شهابی    |             |
| خدا اون روزو نیاره        | شهیار قنبری     | پرویز اتابکی   | محمد اوشال  |
| حیفه حرف من و دل تموم بشه | علیرضا قوامی    | صدرالدین مهوان |             |
| کی می‌گه دنیا قشنگه        | ایرج جنتی عطایی | بابک بیات      | بابک بیات   |
| تسبیح صد دونه             | کریم محمودی     | قراملکی        | قراملکی     |
| به من نخند                | سعید دبیری      | صدرالدین مهوان |             |
| نمی‌خواد دروغ بگی          | اردلان سرفراز   | حسن شماعی‌زاده  |             |
|                           |                 |                |             |

## همهٔ ترانه‌ها[۳]
| نام ترانه                         | ترانه‌سرا                    | آهنگساز                | تنظیم                  | سال انتشار | توضیحات |
| --------------------------------- | --------------------------- | ---------------------- | ---------------------- | ---------- | --- |
| «سرگذشت»                          | ایرج جنتی عطایی             | پرویز مقصدی            | پرویز مقصدی            | ۱۳۴۸       | اولین ترانهٔ رسمی همراه با ترانهٔ «کاروان» بر روی صفحهٔ گرام ۴۵ دور منتشر شد. |
| «کاروان»                          | سعدی                        | افغانی                 | حسین صمدی              | ۱۳۴۸       | دومین ترانهٔ رسمی همراه با ترانهٔ «سرگذشت» بر روی صفحهٔ گرام ۴۵ دور منتشر شد. |
| «غرور شکسته»                      | رضا شمسا                    | حسین واثقی             |                        | ۱۳۴۹       | همراه با ترانهٔ «دل کسی را مشکن» بر روی صفحهٔ گرام ۴۵ دور منتشر شد. |
| «دل کسی را مشکن»                  | رضا شمسا                    | حسین واثقی             |                        | ۱۳۴۹       | همراه با ترانهٔ «غرور شکسته» بر روی صفحهٔ گرام ۴۵ دور منتشر شد. |
| «گل بوسه»                         | ایرج جنتی عطایی             | محمود قراملکی          | محمود قراملکی          | ۱۳۴۹       | همراه با ترانهٔ «وعده‌گاه» بر روی صفحهٔ گرام ۴۵ دور منتشر شد. |
| «وعده‌گاه»                         | ایرج جنتی عطایی             | محمود قراملکی          | محمود قراملکی          | ۱۳۴۹       | همراه با ترانهٔ «گل بوسه» بر روی صفحهٔ گرام ۴۵ دور منتشر شد. |
| «مرا تنها گذاشتی»                 | عبدالله الفت                | سلیمان اکبری           | سلیمان اکبری           | ۱۳۴۹       | |
| «لب و لب ، دل و دل»               | پرویز خطیبی                 | حسین صمدی              | حسین صمدی              | ۱۳۴۹       | |
| «آتش‌افروز»                        | کریم فکور                   | مجتبی میرزاده          | مجتبی میرزاده          | ۱۳۴۹       | همراه با ترانهٔ «دیگر هرگز» بر روی صفحهٔ گرام ۴۵ دور منتشر شد. |
| «دیگر هرگز»                       | کریم فکور                   | اسپانیولی              | کریم فکور              | ۱۳۴۹       | همراه با ترانهٔ «آتش‌افروز» بر روی صفحهٔ گرام ۴۵ دور منتشر شد. |
| «تمنا»                            | کریم فکور                   | یونانی                 | کریم فکور              | ۱۳۴۹       | همراه با ترانهٔ «صدف‌های شکسته» بر روی صفحهٔ گرام ۴۵ دور منتشر شد. |
| «صدف‌های شکسته»                    | ایرج جنتی عطایی             | بابک بیات              | بابک بیات              | ۱۳۴۹       | شروع فعالیت آهنگسازی و اولین ساخته "بابک بیات"؛ همراه با ترانهٔ «تمنا» بر روی صفحهٔ گرام ۴۵ دور منتشر شد. |
| «جدایی»                           | ایرج جنتی عطایی             | بابک بیات              | بابک بیات              | ۱۳۴۹       | همراه با ترانهٔ «چشم‌سیاه» بر روی صفحهٔ گرام ۴۵ دور منتشر شد. |
| «چشم‌سیاه»                         | ایرج جنتی عطایی             | بابک بیات              | بابک بیات              | ۱۳۴۹       | همراه با ترانهٔ «جدایی» بر روی صفحهٔ گرام ۴۵ دور منتشر شد. |
| «گل مریم»                         | کریم فکور                   | یونانی                 | کریم فکور              | ۱۳۵۰       | همراه با ترانهٔ «تسبیح صد دونه» بر روی صفحهٔ گرام ۴۵ دور منتشر شد. این ترانه در کنسرت سیمای ملی اجرا شده است. |
| «تسبیح صد دونه»                   | کریم محمودی                 | محمود قراملکی          | محمود قراملکی          | ۱۳۵۰       | همراه با ترانهٔ «گل مریم» بر روی صفحهٔ گرام ۴۵ دور منتشر شد. این ترانه در لیست بهترین ترانه‌های سال در نظرخواهی مردمی جا گرفت. |
| «دل تو رو می‌خواد»                 | رضا میرفخرایی               | صدرالدین مهوان         | صدرالدین مهوان         | ۱۳۵۰       | همراه با ترانهٔ «دل من گریه نکن» بر روی صفحهٔ گرام ۴۵ دور منتشر شد. |
| «دل من گریه نکن»                  | سعید دبیری                  | پرویز مقصدی            | پرویز مقصدی            | ۱۳۵۰       | همراه با ترانهٔ «دل تورو می‌خواد» بر روی صفحهٔ گرام ۴۵ دور منتشر شد. |
| «ریزه ریزه» (عوض گله نداره!)      | عبدالله الفت                | سلیمان اکبری           | ارکستر جاز رادیو ایران | ۱۳۵۰       | همراه با ترانهٔ «شادی با من قهره» بر روی صفحهٔ گرام ۴۵ دور منتشر شد. |
| «شادی با من قهره»                 | کریم محمودی                 | پرویز مقصدی            | پرویز مقصدی            | ۱۳۵۰       | همراه با ترانهٔ «ریزه ریزه» بر روی صفحهٔ گرام ۴۵ دور منتشر شد. |
| «تا وقتی من بمیرم دل بمیره»       | کریم محمودی                 | پرویز اتابکی           |                        | ۱۳۵۰       | همراه با ترانهٔ «آتیش عشقه که خاموش نمیشه» بر روی صفحهٔ گرام ۴۵ دور منتشر شد. |
| «آتیش عشقه که خاموش نمی‌شه»        | تورج نگهبان                 | پرویز اتابکی           |                        | ۱۳۵۰       | همراه با ترانهٔ «تا وقتی که من بمیرم دل بمیره» بر روی صفحهٔ گرام ۴۵ دور منتشر شد. این ترانه در شوی تلویزیونی رنگارنگ اجرا شده است. |
| «دختر ایران»                      |                             |                        |                        | ۱۳۵۰       | ترانه ای به مناسبت بزرگداشت سال "کوروش کبیر" |
| «دختر دریا»                       |                             |                        | ارکستر جاز رادیو ایران | ۱۳۵۰       | |
| «بی وفا به کی میگن؟!»             |                             |                        |                        | ۱۳۵۰       | |
| «دیوار جدایی» (مجنون دیرین)       | ایرج جنتی عطایی             | پرویز مقصدی            | پرویز مقصدی            | ۱۳۵۰       | این ترانه قبلا با تنظیمی متفاوت تر، با صدای گوگوش اجرا شده بود. همراه با ترانهٔ «کتاب غم» بر روی صفحهٔ گرام ۴۵ دور منتشر شد. |
| «کتاب غم»                         | هما میرافشار                | اسدالله ملک            | اسدالله ملک            | ۱۳۵۰       | همراه با ترانهٔ «مجنون دیرین» (دیوار جدایی) بر روی صفحهٔ گرام ۴۵ دور منتشر شد. |
| «دوستت دارم مادر»                 | هوشنگ شهابی                 | هوشنگ شهابی            |                        | ۱۳۵۰       | آهنگ اعانه ملی بمناسبت روز مادر؛ این ترانه با صدای "ناصر صبوری" نیز اجرا شده است. |
| «گلباران» (بوی زمستان)            | کریم فکور                   | افشین مقراضی           | افشین مقراضی           | ۱۳۵۰       | این ترانه مدتی بعد با کمی تغییر در شعر و با ملودی ای متفاوت ساخته "حسن لشگری" توسط "الهه" اجرا شد. |
| «چهارشنبه سوری»                   |                             |                        |                        | ۱۳۵۰       | |
| «در پناه شب»                      | علیرضا طبائی                | مارسل استپانیان        | مارسل استپانیان        | ۱۳۵۰       | |
| «این باشه، باشه»                  | ایرج جنتی عطایی             | بابک بیات              | بابک بیات              | ۱۳۵۰       | از فیلم "فدایی" - همراه با ترانهٔ «قسم» با صدای آرش بر روی صفحهٔ گرام ۴۵ دور منتشر شد. |
| «به من نخند»                      | سعید دبیری                  | صدرالدین مهوان         | صدرالدین مهوان         | ۱۳۵۱       | همراه با ترانهٔ «نمی‌خواد دروغ بگی» بر روی صفحهٔ گرام ۴۵ دور منتشر شد. |
| «نمی‌خواد دروغ بگی»                | اردلان سرفراز               | حسن شماعی‌زاده          | واروژان                | ۱۳۵۱       | همراه با ترانهٔ «به من نخند» بر روی صفحهٔ گرام ۴۵ دور منتشر شد. |
| «حیفه حرف من‌ و دل تموم بشه»       | علیرضا قوامی                | صدرالدین مهوان         | صدرالدین مهوان         | ۱۳۵۱       | همراه با ترانهٔ «کی میگه دنیا قشنگه» بر روی صفحهٔ گرام ۴۵ دور منتشر شد. |
| «کی می‌گه دنیا قشنگه»              | ایرج جنتی عطایی             | بابک بیات              | بابک بیات              | ۱۳۵۱       | همراه با ترانهٔ «حیفه حرف من‌ و دل تموم بشه» بر روی صفحهٔ گرام ۴۵ دور منتشر شد. |
| «دل بوالهوس»                      | ایرج جنتی عطایی             | بابک بیات              | بابک بیات              | ۱۳۵۱       | همراه با ترانهٔ «شکوه سبزه‌زار» بر روی صفحهٔ گرام ۴۵ دور منتشر شد. استفاده شده در فیلم «هلوی پوست‌کنده» (۱۳۵۲) با بازی لی‌لی. این ترانه بعدها توسط سرژیک و شهرام کاشانی بازخوانی شد. |
| «شکوه سبزه‌زار»                    | ایرج جنتی عطایی             | سمفونی شمارهٔ ۴۰ موزارت | محمد اوشال             | ۱۳۵۱       | همراه با ترانهٔ «دل بوالهوس» بر روی صفحهٔ گرام ۴۵ دور منتشر شد. |
| «عشق مشکل ساز»                    |                             | فریدون خشنود           | فریدون خشنود           | ۱۳۵۱       | از فیلم "فتانه" - محصول ۱۳۵۱ |
| «خدا اون روزو نیاره»              | شهیار قنبری                 | پرویز اتابکی           | محمد اوشال             | ۱۳۵۱       | همراه با ترانهٔ «دیروز، امروز، فردا» بر روی صفحهٔ گرام ۴۵ دور منتشر شد. |
| «دیروز، امروز، فردا»              | عباس صفاری                  | پرویز اتابکی           | محمد اوشال             | ۱۳۵۱       | همراه با ترانهٔ «خدا اون روزو نیاره» بر روی صفحهٔ گرام ۴۵ دور منتشر شد. |
| «بگو چیکار کنم؟!»                 |                             |                        | ارکستر پاپ رادیو ایران | ۱۳۵۱       | |
| «ای وای ای وای»                   | ایرج جنتی عطایی             | بابک بیات              | بابک بیات              | ۱۳۵۱       | همراه با ترانهٔ «مگه منو خواب ببینی» بر روی صفحهٔ گرام ۴۵ دور منتشر شد. |
| «مگه منو خواب ببینی»              | ایرج جنتی عطایی             | بابک بیات              | بابک بیات              | ۱۳۵۱       | همراه با ترانهٔ «ای وای ای وای» بر روی صفحهٔ گرام ۴۵ دور منتشر شد. |
| «می‌روم»                           | مینا اسدی                   | خارجی                  | واروژان                | ۱۳۵۲       | همراه با ترانهٔ «یه دل دارم» بر روی صفحهٔ گرام ۴۵ دور منتشر شد. |
| «یه دل دارم»                      | سعید دبیری                  | جمشید زندی             | واروژان                | ۱۳۵۲       | همراه با ترانهٔ «می‌روم» بر روی صفحهٔ گرام ۴۵ دور منتشر شد. |
| «واست ناز می‌کنم» (نیناش‌ناش)       | رضا شمسا                    | منوچهر گودرزی          | منوچهر گودرزی          | ۱۳۵۲       | از فیلم "پاپوش" - محصول ۱۳۵۲ |
| «خاطرخواهی بسه»                   | رضا شمسا                    | منوچهر گودرزی          | منوچهر گودرزی          | ۱۳۵۲       | از فیلم "پاپوش" - محصول ۱۳۵۲ |
| «Yesterday Once More»             | John Bettis                 | Richard Carpenter      | محمد اوشال             | ۱۳۵۲       | همراه با ترانهٔ «شب من» بر روی صفحهٔ گرام ۴۵ دور منتشر شد. |
| «شب من»                           | سعید دبیری                  | فریدون خشنود           | محمد اوشال             | ۱۳۵۲       | همراه با ترانهٔ «Yesterday Once More» بر روی صفحهٔ گرام ۴۵ دور منتشر شد. این ترانه توسط فریدون فرخ‌زاد و مژگان نیز به صورت دو صدایی اجرا شده است. |
| «کنیز»                            | هوشنگ شهابی                 | کیومرث سلیم‌پور         | کیومرث سلیم‌پور         | ۱۳۵۲       | همراه با ترانهٔ «نازم کن» بر روی صفحهٔ گرام ۴۵ دور منتشر شد. |
| «نازم کن»                         | تورج نگهبان                 | کیومرث سلیم‌پور         | ناصر چشم‌آذر            | ۱۳۵۲       | همراه با ترانهٔ «کنیز» بر روی صفحهٔ گرام ۴۵ دور منتشر شد. |
| «باغ سنگی»                        | ایرج جنتی عطایی             | چایکوفسکی              | محمد اوشال             | ۱۳۵۲       | پس از موفقیت ترانه "شکوه سبزه زار" با صدای گیتی که با شعری از ایرج جنتی عطایی بر روی سمفونی شماره ۴۰ موتسارت ساخته شده بود، خواننده تصمیم به تجربه کاری دیگر مشابه با این اثر و این بار با ملودی "دریاچه قو" اثر "چایکوفسکی" میگیرد.                                                                                                |
| «تو همونی»                        | محمدعلی بهمنی               | علیرضا خواجه‌نوری       | ناصر چشم‌آذر            | ۱۳۵۲       | همراه با ترانهٔ «عاشقه» بر روی صفحهٔ گرام ۴۵ دور منتشر شد. |
| «عاشقه»                           | رضا سحبان                   | علیرضا خواجه‌نوری       |                        | ۱۳۵۲       | همراه با ترانهٔ «تو همونی» بر روی صفحهٔ گرام ۴۵ دور منتشر شد. کورس این ترانه بعد از انقلاب توسط شاهرخ بازخوانی شد. |
| «عشق تازه» (جای خالی تو)          | آذر صراف‌پور                 | بهمن پیک آزادی         | آندرانیک               | ۱۳۵۲       | این ترانه در برنامهٔ «گلچین هفته» رادیو شمارهٔ ۲ پخش شد. |
| «آشتی‌پذیر»                        | تورج نگهبان                 | محمد حیدری             |                        | ۱۳۵۲       | همراه با ترانهٔ «حیف» با صدای هایده بر روی صفحهٔ گرام ۴۵ دور منتشر شد. |
| «تو چشمات حقیقت می‌بینم» (بازم تو) | جهانبخش پازوکی              | جهانبخش پازوکی         | ناصر چشم‌آذر            | ۱۳۵۳       | همراه با ترانهٔ «عشق اول و آخر» بر روی صفحهٔ گرام ۴۵ دور منتشر شد. |
| «عشق اول و آخر»                   | مسعود هوشمند                | پرویز مقصدی            | ناصر چشم‌آذر            | ۱۳۵۳       | همراه با ترانهٔ «تو چشمات حقیقت می‌بینم» بر روی صفحهٔ گرام ۴۵ دور منتشر شد. |
| «تلافی»                           | مسعود هوشمند                | پرویز مقصدی            | ناصر چشم‌آذر            | ۱۳۵۳       | استفاده شده در تیتراژ ابتدایی فیلم «کنیز» (۱۳۵۳) با بازی ملوسک. |
| «قصه ناتمام»                      |                             |                        |                        | ۱۳۵۳       | |
| «خدا مهربونه»                     | جهانبخش پازوکی              | جهانبخش پازوکی         | جهانبخش پازوکی         | ۱۳۵۳       | همراه با ترانهٔ «غروبه» بر روی صفحهٔ گرام ۴۵ دور منتشر شد. |
| «غروبه»                           | شهین حنانه                  | کیومرث سلیم‌پور         | ناصر چشم‌آذر            | ۱۳۵۳       | همراه با ترانهٔ «خدا مهربونه» بر روی صفحهٔ گرام ۴۵ دور منتشر شد. |
| «تعبیر» (داره می‌سوزه تنم)         | آذر صراف‌پور                 | پرویز مقصدی            | پرویز مقصدی            | ۱۳۵۳       | این ترانه در آلبوم «۳۷ ترانه، ۳۷ خواننده و ۳۷ سال رادیو ایران» منتشر شد. از این ترانه دو اجرا موجود است |
| «تعبیر» (داره می‌سوزه تنم)         | آذر صراف‌پور                 | پرویز مقصدی            | ناصر چشم‌آذر            | ۱۳۵۳       | این ترانه در آلبوم «۳۷ ترانه، ۳۷ خواننده و ۳۷ سال رادیو ایران» منتشر شد. از این ترانه دو اجرا موجود است |
| «قصر طلا»                         |                             |                        |                        | ۱۳۵۴       | |
| «گستاخی»                          | شهیار قنبری                 | حسن شماعی‌زاده          | واروژان                | ۱۳۵۴       | همراه با ترانه‌های دیگر در آلبوم «گیتی» توسط شرکت استریو دیسکو بر روی نوار کاست منتشر شد. این ترانه در شوی تلویزیونی رنگارنگ اجرا شده است. |
| «اوج پرواز»                       | مینا اسدی                   | راجر گرینوی            | منوچهر چشم‌آذر          | ۱۳۵۴       | همراه با ترانه‌های دیگر در آلبوم «گریه و مشروطه» توسط شرکت آونگ بر روی نوار کاست منتشر شد. این ترانه با شعری از مینا اسدی بر ملودی ترانه معروف Doctor's Orders اجرا شد. |
| «به شیوهٔ باران»                   | سعید دبیری                  | کلاد مورگان            | منوچهر چشم‌آذر          | ۱۳۵۴       | همراه با ترانه‌های دیگر در آلبوم «گریه و مشروطه» (مشترک با گوگوش) توسط شرکت آونگ بر روی نوار کاست منتشر شد. این ترانه فارسی شده ترانه معروف El Bimbo از Bimbo Jet است. |
| «خیال اشرافی»                     | نصرت فرزانه (مسعود کیمیایی) | اسفندیار منفردزاده     | اسفندیار منفردزاده     | ۱۳۵۵       | همراه با ترانه‌های دیگر در آلبوم «گیتی» توسط شرکت استریو دیسکو بر روی نوار کاست منتشر شد. |
| «دور نرو»                         | اسماعیل نوری‌علا             | امیر آرام              | اریک آرکانت            | ۱۳۵۵       | همراه با ترانه‌های دیگر در آلبوم «گیتی» توسط شرکت استریو دیسکو بر روی نوار کاست منتشر شد. |
| «بیوه»                            | نصرت فرزانه (مسعود کیمیایی) | گیتی                   | درک وارن               | ۱۳۵۵       | همراه با ترانه‌های دیگر در آلبوم «گیتی» توسط شرکت استریو دیسکو بر روی نوار کاست منتشر شد. |
| «خودخواهی»                        | جهانبخش پازوکی              | جهانبخش پازوکی         | ناصر چشم‌آذر            | ۱۳۵۵       | این ترانه دو بار در شوی تلویزیونی رنگارنگ اجرا شده است. متن این ترانه در مطبوعات به چاپ رسیده است. |
| «اسب کهر»                         | نصرت فرزانه (مسعود کیمیایی) | گیتی                   | ناصر چشم‌آذر            | ۱۳۵۵       | همراه با ترانه‌های دیگر در آلبوم‌های «گیتی» و «گریه و مشروطه» توسط شرکت‌های استریو دیسکو و آونگ بر روی نوار کاست منتشر شد. |
| «مولانا» (مولوی یک)               | مولوی                       | گیتی                   | درک وارن               | ۱۳۵۵       | همراه با ترانه‌های دیگر در آلبوم «گیتی» توسط شرکت استریو دیسکو بر روی نوار کاست منتشر شد. این ترانه در یکی از برنامه‌های تلویزیونی همراه با گروه حرکات موزون اجرا شده است. متن این ترانه در مطبوعات به چاپ رسیده است. |
| «تو صدا کن»                       | نعمت حقیقی                  | گیتی                   | ناصر چشم‌آذر            | ۱۳۵۵       | همراه با ترانه‌های دیگر در آلبوم‌های «گیتی» و «گریه و مشروطه» توسط شرکت‌های استریو دیسکو و آونگ بر روی نوار کاست منتشر شد. شعر این ترانه سروده نعمت حقیقی است که در کاور کاست نام پسرش مانی ذکر شده است. |
| «ترسم از عشق»                     | احمدرضا احمدی               | گیتی                   | درک وارن               | ۱۳۵۵       | همراه با ترانه‌های دیگر در آلبوم «گیتی» توسط شرکت استریو دیسکو بر روی نوار کاست منتشر شد. |
| «وقت خوب» (خزان)                  | منوچهری دامغانی             |                        | محمد حیدری             | ۱۳۵۶       | همراه با ترانه‌های دیگر در آلبوم «گیتی» توسط شرکت استریو دیسکو بر روی نوار کاست منتشر شد. این ترانه در شوی تلویزیونی رنگارنگ اجرا شده است. |
| «بت عیار» (مولوی دو)              | مولوی                       |                        |                        | ۱۳۵۶       | این ترانه در یکی از برنامه‌های تلویزیونی اجرا شده است. |
| «در سلام من باشی»                 | نصرت فرزانه (مسعود کیمیایی) | ژرژ موستاکی            |                        | ۱۳۵۶       | همراه با ترانه‌های دیگر در آلبوم «گیتی» توسط شرکت استریو دیسکو بر روی نوار کاست منتشر شد. این ترانه در شوی تلویزیونی رنگارنگ اجرا شده است. ملودی این ترانه از آهنگ معروف فرانسوی Le métèque که توسط ژرژ موستاکی اجرا شده برگرفته شده است.                                                                                            |
| «مشروطه»                          | عارف قزوینی                 | عارف قزوینی            | اسفندیار منفردزاده     | ۱۳۵۶       | همراه با ترانه‌های دیگر در آلبوم «گریه و مشروطه» توسط شرکت آونگ بر روی نوار کاست منتشر شد. این ترانه سه بار در شوهای تلویزیونی دنیای خوب ما و رنگارنگ اجرا شده است. در یکی از اجراها، گیتی پاشایی آن را در لباسی به سبک زنان قدیم، با نیم‌تاجی بر سر، روبروی نمایی از سر در و ساختمان مجلس شورای ملی آن‌زمان (عمارت بهارستان) می‌خواند. |
| «گریه»                            | فرهاد شیبانی                | اسفندیار منفردزاده     | اسفندیار منفردزاده     | ۱۳۵۶       | همراه با ترانه‌های دیگر در آلبوم «گریه و مشروطه» توسط شرکت آونگ بر روی نوار کاست منتشر شد. این ترانه دو بار در شوی تلویزیونی رنگارنگ اجرا شده است. متن این ترانه در مطبوعات به چاپ رسیده است. |
| «دیر رسیدم» (پاییز)               | فرهاد شیبانی                | فریبرز لاچینی          | فریبرز لاچینی          | ۱۳۵۶       | این ترانه در شوی تلویزیونی رنگارنگ اجرا و با عنوان دیر رسیدم در کاست‌ها منتشر گردید. |
| «ماهی»                            |                             |                        |                        | ۱۳۵۷       | این ترانه قبل از انقلاب اجرا شد اما با وقوع انقلاب منتشر شد. |
| «سفر»                             | تورج نگهبان                 | محمد حیدری             | محمد حیدری             | ۱۳۵۷       | |
| «آشپزخونه»                        | ایرج جنتی‌عطایی              | بابک بیات              | اریک                   | ۱۳۵۷       | اثری با دو اجرای متفاوت؛ ترانه ای که روحیات زن خانه داری را توصیف میکند که همه طول روز در فکر مرد خانه است. متن این ترانه در مطبوعات چاپ شده است. |
| «شیرین‌»                           | سعدی                        |                        |                        | ۱۳۵۷       | این ترانه در یکی از برنامه‌های تلویزیونی اجرا شده است. |
| «آرزوها»                          | مهدی اخوان ثالث             | رستا                   | فریبرز لاچینی          | ۱۳۵۷       | منتشر شده در آلبوم «آزادی» از خوانندگان مختلف (ضیاء، داریوش، مرجان، فرامرز اصلانی، احمد نبی‌زاده) در سال ۱۳۵۷ توسط شرکت سی‌بی‌اس رکورد منتشر شد. |
| «تدفین شاخهٔ جوان»                 | محمدعلی سپانلو              | رستا                   | اریک                   | ۱۳۵۷       | منتشر شده در آلبوم «آزادی» از خوانندگان مختلف (ضیاء، داریوش، مرجان، فرامرز اصلانی، احمد نبی‌زاده) در سال ۱۳۵۷ توسط شرکت سی‌بی‌اس رکورد منتشر شد. |
| «شوق دیدار»                       |                             | فریدون شهبازیان        | فریدون شهبازیان        |            | این ترانه هیچگاه منتشر نشد و بعدها توسط هنگامه برچی اجرا شد. |